# サクラロータリー
サクラロータリー（1984年2月2日 - 2013年12月18日）は日本の競走馬、種牡馬。
1986年に中央競馬でデビュー。初戦から連勝し、同期馬中の筆頭格に挙げられたが、故障により3戦3勝の成績で引退。「幻の三冠馬」と評され、血統面からも種牡馬として一時人気を集めたが、中央の重賞勝利馬を出すことはなかった。本項では後継種牡馬マイネルスマイルについても詳細を記述する。

## 経歴
1984年、北海道静内町の原武久牧場の生産。父は当時すでに中央競馬史上3頭目のクラシック三冠馬ミスターシービーなどを出していたトウショウボーイ、母の父は史上2頭目の三冠馬シンザンであった。
同馬の主戦騎手を務めた小島太は「この馬はトウショウボーイじゃなくてシンザン。トウショウボーイのシュッというスピードというよりも、シンザンみたいにグーッと沈み込んでどこまでも伸びていく、そんな走りをする馬だった」と語っている。
1986年9月のデビュー以来、新馬、特別戦をいずれも着差こそ僅かながら、余裕たっぷりで楽勝するという3歳馬離れした走りぶりで連勝。父が天馬トウショウボーイ、母父が三冠馬シンザンという血統の魅力もあり、内国産馬の最高傑作の評価を得て、この時点で3歳馬の筆頭格、翌年の東京優駿（日本ダービー）優勝候補の呼び声も高かった。3戦目の府中3歳ステークスでは競走中に左後脚を痛めるアクシデントがありながらも、直線半ばで馬なりで先頭に並ぶと、そのまま持ったままで抜け出し、スズラバン（後の共同通信杯４歳S２着馬）の追い上げをアタマ差退けてレコードタイムで勝利。しかし、ゴール板を過ぎてから騎手の小島が下馬。左後脚の繋靱帯断裂が判明し、競走能力喪失と診断されそのまま引退した。
小島は「無事なら三冠馬になったかもしれないだけに大ショックだった」と述べている。なお、２戦目のりんどう賞で同馬の２着に敗れたメリーナイスが、同年朝日杯3歳ステークスを制して3歳王者となり、翌年には日本ダービーに優勝。りんどう賞での同馬とメリーナイスとの着差はアタマ差ながらも、メリーナイスの根本康広騎手が「完全に子供扱いされた」と語るほど、力の違いを見せつけての完勝だった。また、3戦目の府中3歳ステークスで同馬から４馬身以上離されて敗れたマティリアルも翌年のスプリングステークスを制し、皐月賞と日本ダービーでそれぞれ1番人気に支持された。また小島は同期馬でクラシック二冠を制するサクラスターオーにもデビュー3戦で騎乗していたが、同馬について「ロータリー以上とは言わないけど」手応えを感じていた、としている。
小島は騎手引退後に、どうしても会いたい自身にとって特別な馬としてサクラロータリーの名前を挙げ、静内スタリオンステーションで種牡馬生活を送っている同馬の元を訪れた。同馬と再会すると「無事なら確実に三冠を獲っていた」「天皇賞、有馬記念、全部勝ってたと思う」「本当の史上最強はこの馬」と述べ、「本当はお前が今までの中で一番強いんだよな」と同馬に語りかけている。
種牡馬入りに際しては「未完の大器」といった惹句が用いられ、同馬の種牡馬カタログに記載されたキャッチコピーは「幻の三冠馬」「メリーナイス、マティリアルを一蹴！！」だった。初年度には57頭と交配。その産駒が好評だったことから2年目には国内最多の104頭、3年目には輸入種牡馬リアルシャダイに次ぎ、国産種牡馬でトップの93頭と交配するなど高い人気を誇った。しかし中央競馬でオープンクラスまで昇ったのは5勝を挙げたアプローズシチーと若駒ステークス（オープン特別競走）に勝ったサンエイキッドのみで重賞勝利馬はなし、地方競馬では北関東を中心に通算40勝、うち重賞11勝という成績を挙げたイヴニングスキーを出したが、他に重賞勝利馬は出なかった。しかし中央競馬4勝のマイネルスマイルが後継種牡馬となっており、その血統はトウショウボーイ系の最後のサイアーライン（父系）として存続している（後述）。
競走生活引退直後は同馬を史上最強馬に挙げる声も多かったが、産駒の成績が思わしくなったことと時の経過と共にその声も次第に少なくなっていった。
2001年7月16日に種牡馬から用途変更、以後は引退馬を支援する「ノーザンディクテイターの会」の援助を受け、北海道静内町の天羽禮治牧場で余生を送った。2013年12月18日、老衰により29歳で死亡。

## 競走成績
以下の内容は、netkeiba.comおよびJBISサーチに基づく。
| 年月日 | 年月日 | 年月日 | 競馬場 | 競走名     | 格  | 頭数 | 枠番 | 馬番 | オッズ（人気） | 着順 | 距離          | タイム  | （上3F） | 騎手   | 斤量（kg） | 馬体重 | 勝ち馬 / （2着馬）     |
| ------ | ------ | ------ | ------ | ---------- | --- | ---- | ---- | ---- | -------------- | ---- | ------------- | ------- | -------- | ------ | ---------- | ------ | ---------------------- |
| 1986.  | 09.    | 07     | 中山   | 3歳新馬    |     | 9    | 1    | 1    | 1.6（1人）     | 1着  | 芝1600m（稍） | R1:36.5 | (36.2)   | 小島太 | 53         | 474    | （リワードタイラント） |
|        | 10.    | 04     | 東京   | りんどう賞 | 400 | 10   | 4    | 4    | 1.6（1人）     | 1着  | 芝1600m（良） | R1:35.5 | (35.4)   | 小島太 | 53         | 464    | （メリーナイス）       |
|        | 11.    | 10     | 東京   | 府中3歳S   | OP  | 6    | 1    | 1    | 1.5（1人）     | 1着  | 芝1800m（良） | R1:49.7 | (35.9)   | 小島太 | 55         | 480    | （スズラバン）         |

※タイム欄のRはレコード勝ちを示す。

## マイネルスマイル
マイネルスマイルは1991年生産のサクラロータリー産駒。母はミクロンケンラン、その父はパーソロン、三代母は1965年の桜花賞に優勝したハツユキ。競走馬としては中央で42戦4勝という成績だった。競走馬を引退したマイネルスマイルは一口出資者だった鍵谷篤宏に引き取られ、同じく鍵谷の出資馬だったマイネポラリスと1999年から2009年まで交配され続け、8頭の産駒を残した。両馬の産駒にはいずれも「ヨークン」という冠名が付けられ、鍵谷の所有馬として主に地方競馬で走っており、うちプニプニヨークンは種牡馬入りを明言されていたが、2016年にVigorous Stableに乗馬として入厩。スベスベヨークンについては2014年に引退しているが種牡馬としての記録はなく、鍵谷が明言していた種牡馬入りは実現しなかった。なお、鍵谷は職業的な生産者ではなく、いち競馬ファンとして愛馬の生産、育成、所有を行っている。サクラロータリー→マイネルスマイル→○○ヨークンの父系は、トウショウボーイ系の最後のラインだった。

## 血統表
| サクラロータリーの血統             | サクラロータリーの血統                                          | サクラロータリーの血統                        | （血統表の出典）                              | （血統表の出典） |
| 父系                               | テスコボーイ系                                                  | テスコボーイ系                                | テスコボーイ系                                | [ § 2 ]          |
| 父 トウショウボーイ 1973 鹿毛 日本 | 父の父*テスコボーイ Tesco Boy 1963 黒鹿毛 イギリス              | Princely Gift                                 | Nasrullah                                     | Nasrullah        |
| 父 トウショウボーイ 1973 鹿毛 日本 | 父の父*テスコボーイ Tesco Boy 1963 黒鹿毛 イギリス              | Princely Gift                                 | Blue Gem                                      |                  |
| 父 トウショウボーイ 1973 鹿毛 日本 | 父の父*テスコボーイ Tesco Boy 1963 黒鹿毛 イギリス              | Suncourt                                      | Hyperion                                      | Hyperion         |
| 父 トウショウボーイ 1973 鹿毛 日本 | 父の父*テスコボーイ Tesco Boy 1963 黒鹿毛 イギリス              | Suncourt                                      | Inquisition                                   |                  |
| 父 トウショウボーイ 1973 鹿毛 日本 | 父の母*ソシアルバターフライ Social Butterfly 1957 鹿毛 アメリカ | Your Host                                     | Alibhai                                       | Alibhai          |
| 父 トウショウボーイ 1973 鹿毛 日本 | 父の母*ソシアルバターフライ Social Butterfly 1957 鹿毛 アメリカ | Your Host                                     | Boudoir                                       |                  |
| 父 トウショウボーイ 1973 鹿毛 日本 | 父の母*ソシアルバターフライ Social Butterfly 1957 鹿毛 アメリカ | Wisteria                                      | Easton                                        | Easton           |
| 父 トウショウボーイ 1973 鹿毛 日本 | 父の母*ソシアルバターフライ Social Butterfly 1957 鹿毛 アメリカ | Wisteria                                      | Blue Cyprus                                   |                  |
| 母 テンスパーク 1975 鹿毛 日本     | 母の父シンザン 1961 鹿毛 日本                                   | *ヒンドスタン Hindostan                       | Bois Roussel                                  | Bois Roussel     |
| 母 テンスパーク 1975 鹿毛 日本     | 母の父シンザン 1961 鹿毛 日本                                   | *ヒンドスタン Hindostan                       | Sonibai                                       |                  |
| 母 テンスパーク 1975 鹿毛 日本     | 母の父シンザン 1961 鹿毛 日本                                   | ハヤノボリ                                    | ハヤタケ                                      | ハヤタケ         |
| 母 テンスパーク 1975 鹿毛 日本     | 母の父シンザン 1961 鹿毛 日本                                   | ハヤノボリ                                    | 第五バッカナムビューチー                      |                  |
| 母 テンスパーク 1975 鹿毛 日本     | 母の母スイテンホーリ 1960 黒鹿毛 日本                           | *ライジングフレーム Rising Flame              | The Phoenix                                   | The Phoenix      |
| 母 テンスパーク 1975 鹿毛 日本     | 母の母スイテンホーリ 1960 黒鹿毛 日本                           | *ライジングフレーム Rising Flame              | Admirable                                     |                  |
| 母 テンスパーク 1975 鹿毛 日本     | 母の母スイテンホーリ 1960 黒鹿毛 日本                           | *スパーキー Sparkie                           | Noble Star                                    | Noble Star       |
| 母 テンスパーク 1975 鹿毛 日本     | 母の母スイテンホーリ 1960 黒鹿毛 日本                           | *スパーキー Sparkie                           | Wyn Valley F-No.F10                           |                  |
| 母系(F-No.)                        | スパーキー(GB)系(FN:F10)                                        | スパーキー(GB)系(FN:F10)                      | スパーキー(GB)系(FN:F10)                      | [ § 3 ]          |
| 5代内の近親交配                    | Hyperion4×5=9.38%（父内）、Nearco5×5=6.25％）                   | Hyperion4×5=9.38%（父内）、Nearco5×5=6.25％） | Hyperion4×5=9.38%（父内）、Nearco5×5=6.25％） | [ § 4 ]          |
| 出典                               | 1. 2. 3. 4.                                                     | 1. 2. 3. 4.                                   | 1. 2. 3. 4.                                   | 1. 2. 3. 4.      |

母テンスパークは地方競馬で6勝を挙げた。曾祖母スパーキーはイギリスからの輸入馬で持込馬として産んだヒヤクマンドルが種牡馬入りしている他、日本ダービーでシンザンの4着に入ったヤマニンスーパーを産んでいる。